# Acidman
ACIDMAN é uma banda de japanese rock. A banda foi formada em 1997 com quatro membros, Shiibashi Takeshi, Urayama Ichigo, Satou Masatoshi, e Ooki Nobuo, que se conheceram em um colégio militar em Saitama. Os quatro foram para uma universidade em Shimokitazawa, onde juntos formaram o ACIDMAN. Em 1998, gravaram duas Demo-tapes, mas o vocalista Shiibashi Takeshi sai da banda em 1999. Ooki assume seu lugar e torna-se o líder do grupo. Eles continuaram com apresentações ao vivo, onde eventualmente assinaram com a gravadora Toshiba-EMI. A banda frequentemente é categorizada como punk ou Rock Alternativo mas seu estilo musical é bem amplo e abrange várias peculiaridades.
É notavel que o guitarrista/vocalista (Ooki Nobuo) pinta muitas das capas dos álbuns da banda.

## Discografia

### Singles
- 'Sekitou' (赤橙) (24 de novembro de 2000)

1. to live
2. Sekitou (赤橙) significa "Laranja vermelha"
3. Koen (公園) significa "O parque"
4. Baiyo Smash Party (培養スマッシュパーティー) significa "Culture Smash Party"

- 'Zouka ga Warau' (造花が笑う) (31 de julho de 2002) - em edição limitada

1. Zouka ga Warau (造花が笑う) significa "As flores artificiais riem"

- 'Allegro' (アレグロ) (4 de setembro de 2002) - edição limitada

1. Allegro (アレグロ)

- 'Sekitou' (赤橙) (9 de outubro de 2002) - edição limitada

1. Sekitou (赤橙)

- 'Slow View' (12 de março de 2003)

1. Hikou (飛光) significa "Luz voadora"
2. Slow View
3. Shizuka naru Uso to Chouwa (静かなる嘘と調和) significa "Mentira quieta e harmoniosa"

- 'Repeat' (リピート) (9 de julho de 2003) - edição limitada

1. Nami,Shiroku (波、白く) Significa "As ondas, branco…"
2. Repeat (リピート)

- 'Suisha' (水写) (3 de março de 2004)

1. Suisha (水写) Significa "Reflexo na Agua"
2. Sai (彩-SAI- (inst ver.)) Significa "Cores (instrumental version)"
3. Kaze,Sayuru (風、冴ゆる) Significa "O vento, sereno…"

- 'equal e.p.' (25 de agosto de 2004)

1. Equal (イコール)
2. Coda (コーダ)
3. talk (inst.)

- 'aru shoumei' (ある証明) (18 de maio de 2005)

1. Aru shoumei (ある証明) Significa "A prova de que está ali"
2. human traffic
3. SOL (inst.)

- 'Kisetsu no Tou' (季節の灯) (19 de outubro de 2005)

1. Kisetsu no Tou (季節の灯) Significa "Lampada das estações"
2. spaced out (second line)

- 'world symphony' (9 de novembro de 2005)

1. World symphony
2. turn around (second line)

- 'Slow Rain' (スロウレイン) (6 de setembro de 2006)

1. Slow Rain (スロウレイン)
2. Isotope (アイソトープ)(second line)
3. Walking Dada (inst.)

- 'Prism no Yoru' (プリズムの夜) (15 de novembro de 2006)

1. Prism no Yoru (プリズムの夜) Significa "Noite Prismatica"
2. Dawn Chorus (inst.)
3. Simple story (シンプルストーリー) (second line)

- 'REMIND' (18 de julho de 2007)

1. REMIND
2. Sekishoku Gunzou (赤色群像) (inst.)

- 'UNFOLD' (27 de novembro sw 2007)

1. UNFOLD
2. Concord Vega (ベガの呼応) (inst.)

- 'Shikijitsu' (20 de fevereiro de 2008)

1. Shikijitsu (式日) Significa "Dia do Julgamento"
2. EVERGREEN (inst.)

- 'I Stand Free' (12 de novembro de 2008)

1. I Stand Free
2. O (second line)

- 'CARVE WITH THE SENSE' (25 de fevereiro de 2009)

1. CARVE WITH THE SENSE
2. FREAK OUT (second line)

### Mini álbuns
- 'Sanka Zora' (酸化空) (6 de março de 2002)

1. 8 to 1
2. Ima,Toumei ka (今、透明か) Significa "Está transparente agora?"
3. SILENCE
4. Sanka Zora (酸化空) Significa "Céu oxidado"
5. FREE WHITE

### Álbuns
- Sou (創) (30 de outubro de 2002)

1. 8 to 1 completed
2. Zouka ga Warau (造花が笑う)
3. Allegro (アレグロ)
4. Sekitou (赤橙)
5. Background (バックグラウンド)
6. at
7. spaced out
8. Kouro (香路) Significa "A estrada cheirosa"
9. Simple story (シンプルストーリー)
10. SILENCE
11. Yureru Kyutai (揺れる球体) Significa "Shimmering orb"
12. Your Song

- Loop (6 de agosto de 2003)

1. type-A
2. Nami,Shiroku (波、白く)
3. Isotope (アイソトープ)
4. Hikou (飛光)
5. Slow View
6. Repeat (リピート)
7. 16185-O
8. O
9. swayed
10. Dried out (ドライドアウト)
11. Ima,Toumei ka (今、透明か)
12. turn around

- equal (15 de setembro de 2004)

1. 0=ALL
2. FREAK OUT
3. Furu Aki (降る秋) Significa "Quedas de Outono"
4. Equal (イコール)
5. Suisya (水写)
6. Sai Zenpen (彩-SAI-(前編)) Significa "Cores (Parte 1)"
7. Sai Kouhen (彩-SAI-(後編)) Significa "Cores (Parte 2)"
8. Akatsuki o Nokoshite (暁を残して) Significa "Deixando pra tras o Amanhecer"
9. colors of the wind
10. migration 10 64
11. cps
12. Mawaru, Meguru, Sono Kaku e (廻る、巡る、その核へ) Significa "Para esse girante, movimentado núcleo"

- and world (7 de dezembro de 2005)

1. introduction
2. World symphony
3. id (id-イド-)
4. River
5. Kisetsu no Tou (季節の灯)
6. SOL (inst.)
7. Ginga no Machi (銀河の街) Significa "A cidade da Via-Láctea"
8. Natsu no Yoin (夏の余韻) Significa "Memórias do Verão"
9. Platanus (プラタナス)
10. water room (inst.)
11. Stay on land
12. Aru Shoumei (ある証明)
13. and world

- green chord (7 de fevereiro de 2007)

1. green chord (introduction)
2. Returning
3. Ride the wave
4. Slow Rain (スロウレイン)
5. REAL DISTANCE
6. So Far
7. Prism no Yoru (プリズムの夜)
8. AM2:00 (inst.)
9. Dawn Chorus (inst.)
10. Sen Nen Hokou (千年歩行)
11. Kenmei no Mei (懸命の銘)
12. calm
13. toward

- LIFE (16 de abril de 2008)

1. LIFE(the beginning)
2. REMIND
3. Stromatolite (ストロマトライト)
4. FREE STAR
5. Shikijitsu (式日)
6. WALK
7. room NO.138(inst.)
8. Machi No Rinkaku (街の輪郭)
9. Old Sunset (オールドサンセット)
10. Kin'iru No Capella (金色のカペラ) Significa "Capella Dourada"
11. UNFOLD
12. TO THE WORLD’S END
13. LIFE(the ending)

### DVD
- Scene of Sou (創) (12 de março de 2003)

1. Opening (オープニング)
2. Ima,Toumei ka (今、透明か)
3. Zouka ga Warau (造花が笑う)
4. Allegro (アレグロ)
5. Sekitou (赤橙)

- - Slow View
  - Bonus Track

- scene of Loop (10 de setembro de 2003)

1. Hikou (飛光)
2. Shizuka naru Uso to Chouwa (静かなる嘘と調和)
3. Slow View
4. Nami,Shiroku (波、白く)
5. Repeat (リピート)

- - Locus of Loop
  - Profile

- scene of equal (14 de outubro de 2004)

1. Equal (イコール)
2. Suisya (水写)
3. colors of the wind

[short film]
- - Sai Zenpen (彩-SAI-(前編))
  - cps & Mawaru,Meguru,Sono Kaku e (廻る、巡る、その核へ)

- scene of "and world" (25 de janeiro de 2006)

1. Aru Shoumei (ある証明)
2. SOL
3. Kisetsu no Tou (季節の灯)
4. World symphony
5. water room

- - making & off shot

- scene of "green chord" (5 de março de 2007)